# Kyllike Sillaste-Elling

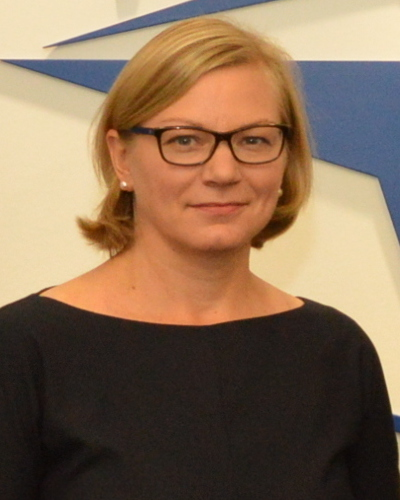
Kyllike Sillaste-Elling, 2017

Kyllike Sillaste-Elling (geb. 5. November 1971 in Toronto, Kanada) ist eine estnische Diplomatin. Seit 2021 ist sie Direktorin der Abteilung für NATO und transatlantische Beziehungen im estnischen Außenministerium.
Sie ist die Tochter des in Tallinn geborenen Architekten Henno Sillaste (1936–2013), der in Kanada im Exil lebte und arbeitete. Sillaste-Elling erwarb Abschlüsse in Geschichte an der McGill University in Montreal, Kanada (BA, 1993), und Politikwissenschaft an der London School of Economics and Political Science in London (MSc, 1995). Seit 1996 ist sie in unterschiedlichen Positionen für das estnische Außenministerium tätig, unter anderem als Direktorin der Kanzlei des Außenministers. Von 1999 bis 2002 arbeitete sie in der Botschaft Estlands in Großbritannien und hatte weitere Verwendungen in Washington und Brüssel. Von 2017 bis 2021 war sie Ständige Vertreterin Estlands bei der NATO. Beraterin für Außenpolitik war sie sowohl für den Ministerpräsidenten als auch für den Staatspräsidenten Estlands.